# El Armadillo, Michoacán de Ocampo
El Armadillo är en ort i Mexiko.   Den ligger i kommunen Puruándiro och delstaten Michoacán de Ocampo, i den centrala delen av landet, 260 km väster om huvudstaden Mexico City. El Armadillo ligger 2 047 meter över havet och antalet invånare är 346.
Terrängen runt El Armadillo är lite kuperad. Runt El Armadillo är det ganska tätbefolkat, med 100 invånare per kvadratkilometer. Närmaste större samhälle är Puruándiro, 7,9 km sydväst om El Armadillo. I omgivningarna runt El Armadillo växer huvudsakligen savannskog.